# Komuz

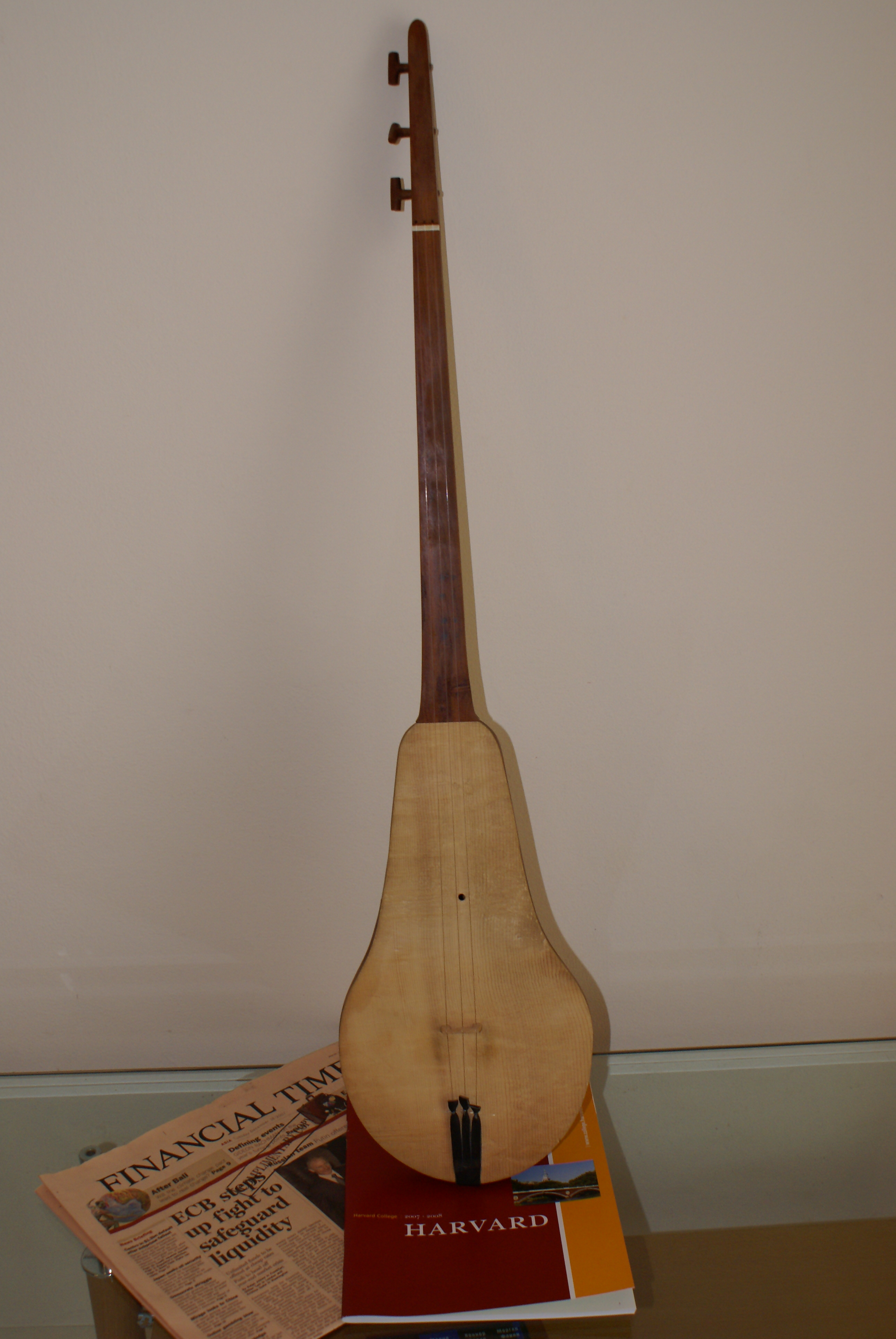
Un komuz kirghiso.

Il komuz o qomuz (in kirghiso комуз?; in azero Qopuz; in turco Kopuz) è un antico strumento a corda a manico lungo, senza tasti, simile ad altri strumenti turchi a corda come il liuto e usato nella musica dell'Asia centrale.
È lo strumento nazionale più conosciuto e uno dei simboli nazionali kirghisi più noti. Il komuz è generalmente costituito da un singolo pezzo di legno (di solito albicocco o ginepro) e ha tre corde tradizionalmente fatte di budello, e spesso in filo di nylon in tempi moderni. Nelle accordature più comuni la corda centrale è la più alta in tonalità. I virtuosi spesso suonano il komuz in una varietà di posizioni diverse; sopra la spalla, tra le ginocchia e sottosopra. Un'illustrazione di un komuz è riportata sul retro di una banconota kirghisa.

## Stile esecutivo

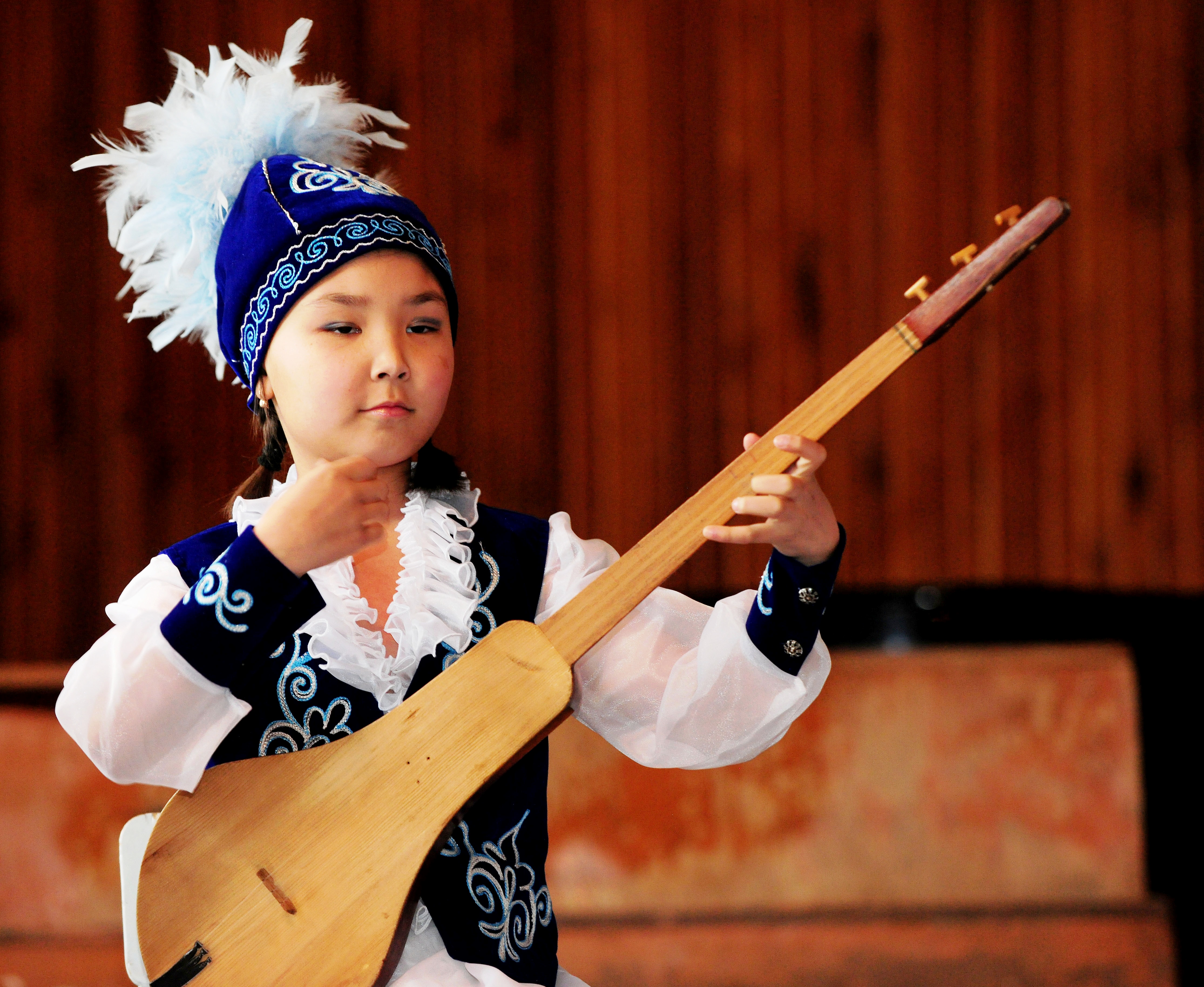
Una ragazza suona il komuz.

Il komuz può essere usato sia come accompagnamento sia come strumento principale e viene utilizzato in un'ampia varietà di stili musicali, tra cui gli aytysh (competizione canora tra due akyn) e la recitazione di epopee. In genere è suonato stando seduti, tenuto orizzontalmente e può essere usato sia pizzicando le corde che strofinandole. Un pezzo ("mash botoy") consiste in una melodia semplice ripetuta molte volte, ognuna con un nuovo effetto, come prova dell'abilità e della creatività dell'esecutore. Il komuz ha molte accordature diverse e i nomi di esse corrispondono a vari stili musicali:
| Kambarkan     | re-la-re  |
| Kerbez        | mi-la-mi  |
| Shingrama     | re-la-mi  |
| Ongu          | mi-la-si  |
| Ters          | re-la-sol |
| (sconosciuto) | re-re'-la |

## Storia

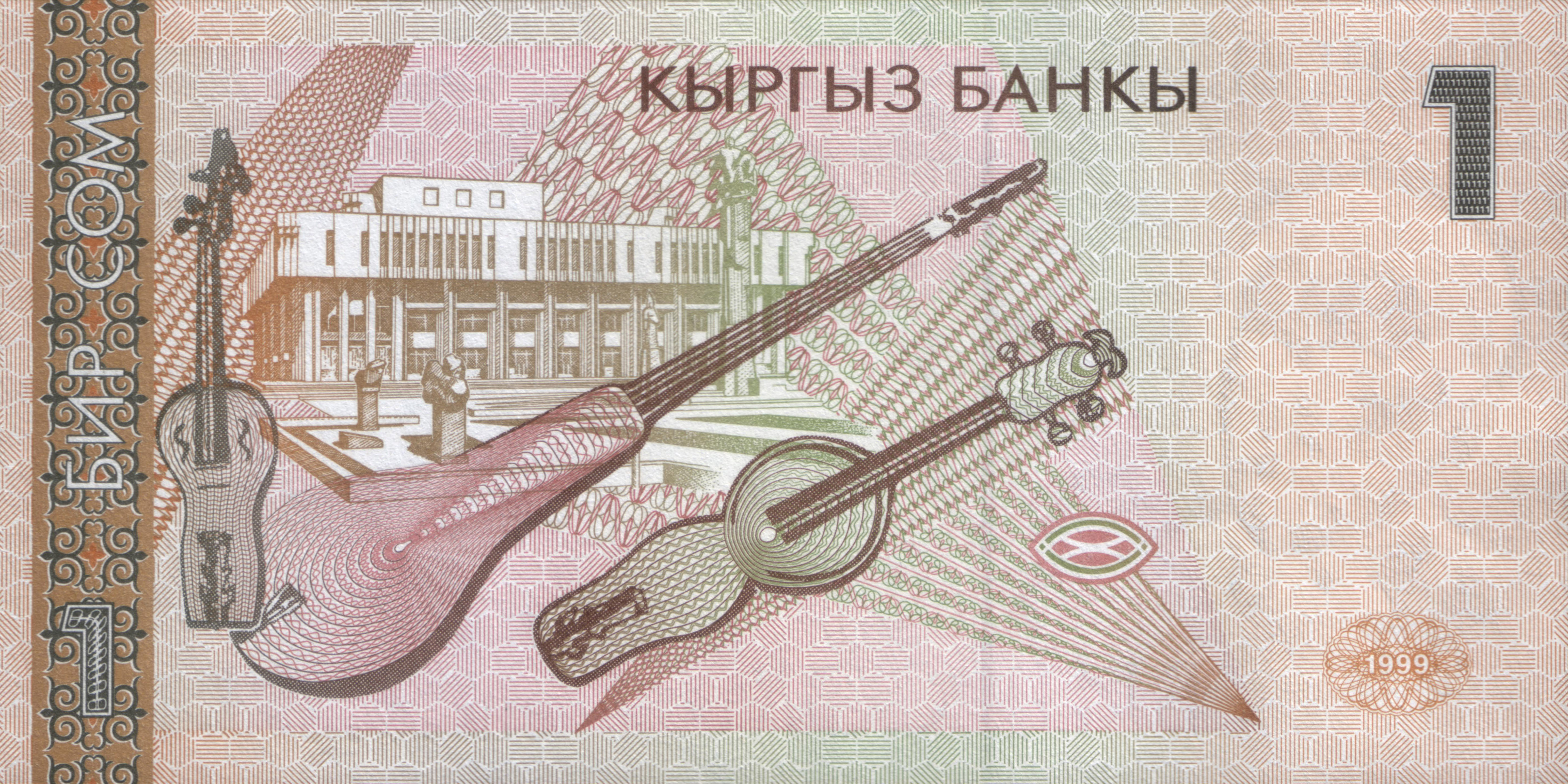
Banconota Kirghisia da 1 con un komuz.

Il komuz è parente di altri strumenti musicali dell'Asia centrale, come il kazaco kobyz (in lingua uzbeca qo'biz) (strumento ad arco), e il Tuvano e Sacha o Yakut xomus (uno scacciapensieri).
Il più antico strumento komuz-simile risale al IV secolo, anche se si ritiene che il gopuz azero possa risalire al 6000 a.C. in seguito alla scoperta archeologica di tavolette di argilla raffiguranti gopuz. Negli anni 1960 archeologi statunitensi che lavoravano nelle montagne di Shushdagh, vicino all'antica città di Jygamish nell'Azerbaigian iraniano, scoprirono una serie di rare lastre di argilla, che risalivano intorno al 6000 a.C., raffiguranti musicisti in azione, che tenevano, appoggiato al petto, uno strumento simile al komuz. Il golcha gopuz è menzionato nell'epico Libro di Dede Korkut.
I nomi delle parti del komuz sono spesso allusioni alle parti del corpo, in particolare dei cavalli. Ad esempio, la tastiera è chiamata "collo" e i nottolini per l'accordatura sono chiamati "orecchio". La parola kirghisa кыл/qyl significa "corda di strumento" o "crine di cavallo".
I komuz antichi hanno generalmente due o tre corde. Quelli a tre corde, golcha gopuz erano più popolari nell'antico Azerbaigian e in Anatolia, mentre quelli a due corde gil gopuz o "iklyg" erano usati nell'autopiano degli Altaj, in parte del Turkmenistan e nel territorio cinese abitato dagli uiguri.
Il golcha gopuz è realizzato con un rivestimento in cuoio che copre circa i due terzi della superficie, e l'altro terzo è coperto con legno sottile insieme alla tavola armonica. La lunghezza totale dello strumento è 81 cm., con il corpo di 41 cm., la larghezza della cassa armonica è di 24 cm. e lo spessore di appena 2 cm.
Il ооз комуз, letteralmente "komuz" da bocca, o alternativamente, темир комуз, letteralmente "komuz metallico" o "komuz di ferro"), è uno scacciapensieri e non ha nulla a che vedere con il komuz.
Durante il periodo dell'Unione Sovietica lo strumento cadde in disuso. Venne deriso come rudimentale e vennero fatti dei tentativi per renderlo più simile alla russa balalaica, in particolare aggiungendo i tasti. Dopo l'indipendenza, il komuz è stato nuovamente insegnato nelle scuole di musica, sebbene alcuni dei cambiamenti sovietici siano rimasti.
Nel tardo XX secolo il suonatore di dutar iraniano, Haj Ghorban Soleimani, inventò una nuova forma di komuz che ha ottenuto molta popolarità.

### Origini leggendarie
Esistono diversi miti sull'origine del komuz. Uno racconta che il cacciatore Kambarkan stava vagando nella foresta quando sentì un suono bellissimo. Cercò la fonte e trovò l'intestino di uno scoiattolo legato tra due rami d'albero, e prese e modellarlo in uno strumento musicale. Si dice anche che l'usignolo abbia imparato a cantare copiando il suono del komuz. Si ritiene che il nome derivi dalle antiche parole turche "gop" che significa altezza e "uz" che significa voce, o suono musicale magico.

## Strumenti simili
Diverse varianti del komuz si diffusero in diversi paesi dell'Europa orientale come Ucraina, Polonia e Ungheria durante il IV-V secolo, nel corso della migrazione degli Unni nella regione. Lì divennero noti con varianti simili del nome (vedi: kobza).
In Daghestan (una repubblica russa tra la Cecenia e il Mar Caspio, a est della Georgia nel Caucaso) esiste uno speciale strumento musicale, citato nel Vertkov's Atlas SSSR e nel Buchner's book, chiamato agach komus, o temur dal popolo degli Avari. Assomiglia ad una chitarra snella con 3 corde, con un corpo (scolpito da un blocco di legno) a forma di vanga e dotato di una punta a tridente all'estremità inferiore.
Il Qanbūs della penisola arabica è considerato, da Sachs, derivare il suo nome dal komuz. Il kopuz a cinque corde si pensa sia stato trasformato, nel XIV secolo, nel sestar o seshane dal mistico Rumi. Il termine "sestar" è menzionato nel poema, del XIV secolo, Yunus Emre. Evliya Çelebi descrive il kopuz come una versione più piccola del seshane.